# Campionati europei di skeleton 1982
I Campionati europei di skeleton 1982, seconda edizione della manifestazione organizzata dalla Federazione Internazionale di Bob e Skeleton, si sono tenuti a Schönau am Königssee, nell'allora Germania Ovest, sulla Kunsteisbahn am Königssee. La località dell'Alta Baviera sita al confine con l'Austria ha quindi ospitato le competizioni europee per la prima volta nel singolo maschile

## Risultati

### Skeleton uomini
| Pos. | Atleti         | Nazione        |
| ---- | -------------- | -------------- |
|      | Gert Elsässer  | Austria        |
|      | Franz Kleber   | Germania Ovest |
|      | Maurizio David | Italia         |

## Medagliere
| Pos.   | Paese          | Oro | Argento | Bronzo | Totale |
| ------ | -------------- | --- | ------- | ------ | ------ |
| 1      | Austria        | 1   | 0       | 0      | 1      |
| 2      | Germania Ovest | 0   | 1       | 0      | 1      |
| 3      | Italia         | 0   | 0       | 1      | 1      |
| Totale | Totale         | 1   | 1       | 1      | 3      |